# La Democracia, Mexiko
La Democracia är en ort i Mexiko.   Den ligger i kommunen Maravilla Tenejapa och delstaten Chiapas, i den sydöstra delen av landet, 900 km öster om huvudstaden Mexico City. La Democracia ligger 194 meter över havet och antalet invånare är 318.
Terrängen runt La Democracia är lite kuperad. Runt La Democracia är det ganska glesbefolkat, med 30 invånare per kvadratkilometer. Närmaste större samhälle är Santo Domingo de las Palmas, 12,2 km söder om La Democracia. I omgivningarna runt La Democracia växer i huvudsak städsegrön lövskog.